# Edward Michael Pakenham

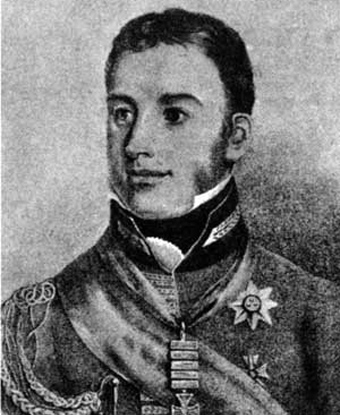
Edward Pakenham

Sir Edward „Ned“ Michael Pakenham GCB (* 19. März 1778 in Pakenham Hall, Irland; † 8. Januar 1815 bei New Orleans) war britischer General der napoleonischen Ära.

## Leben

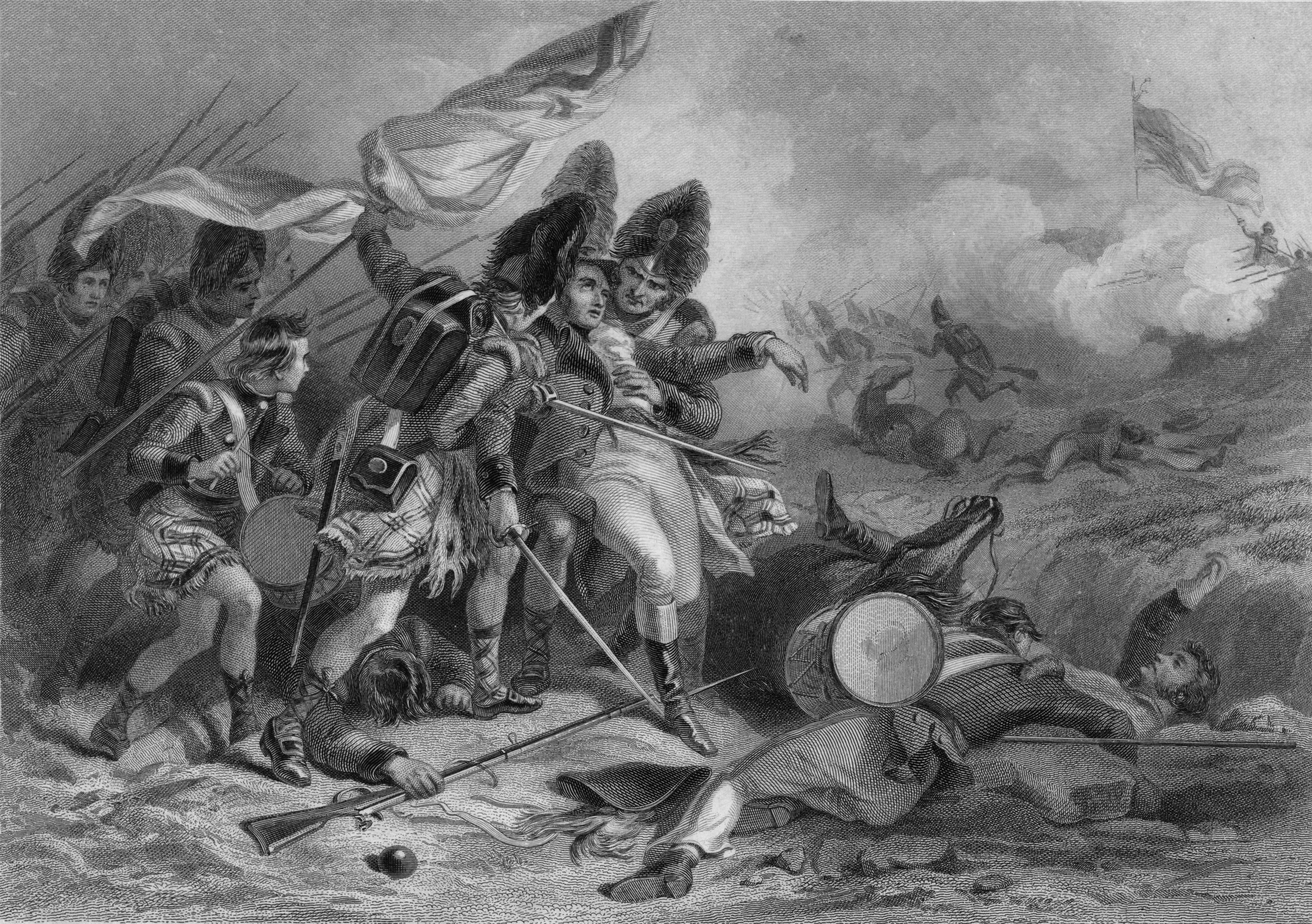
Tod Pakenhams in der Schlacht von New Orleans

Edward Michael Pakenham war der zweite Sohn von Edward Michael Pakenham, 2. Baron Longford, aus dessen Ehe mit Catherine Rowley. Seine Schwester Kitty war seit 1805 die Ehefrau von Arthur Wellesley, dem späteren Duke of Wellington. Zwei seiner vier Brüder waren Thomas Pakenham, 2. Earl of Longford (1774–1835) und Lieutenant-General Sir Hercules Robert Pakenham GCB (1781–1850).
Ned trat am 28. Mai 1794 als Lieutenant des 92nd Regiment of Foot in die British Army ein und wurde drei Tage später, mittels des damals üblichen Kaufs von Offizierspatenten, Captain desselben Regiments. Am 6. Dezember desselben Jahres wurde er Major des 23rd Regiment of (Light) Dragoons. Auch die folgenden Ränge erreichte er schnell. Er wurde am 17. Oktober 1799 Lieutenant-Colonel des 64th (2nd Staffordshire) Regiment of Foot, am 25. Oktober 1809 Colonel und am 1. Januar 1812 Major-General.
Von 1799 bis 1800 war er als Abgeordneter für das Borough Longford Mitglied des irischen House of Commons.
Er diente in den Napoleonischen Kriege auf der Iberischen Halbinsel, unter seinem Schwager, in verschiedenen Verwendungen. In der Schlacht von Salamanca führte er Thomas Pictons dritte Division (The fighting Division) und hatte wesentlichen Anteil am siegreichen Ausgang.
Am 11. September 1813 wurde er als Knight Companion des Order of the Bath geadelt und am 2. Januar 1815 zum Knight Grand Cross desselben Ordens erhoben.
Im Britisch-Amerikanischen Krieg übernahm er 1814, nach dem Tod von General Ross vor Baltimore, das Kommando über die britischen Truppen in Nordamerika, wo er 1815 in der Schlacht von New Orleans gegen die Truppen des amerikanischen Generals und späteren Präsidenten Andrew Jackson fiel.
Ihm zu Ehren wurde ein Standbild errichtet, das heute in der St Paul’s Cathedral in London steht.